# Улица Горького (Симферополь)
Улица Горького — улица в центральном районе Симферополя. Названа в честь Максима Горького. Общая протяжённость — 845 метров.

## Расположение
Улица берёт начало от проспекта Кирова и вплоть до пересечения с улицей Пушкина является пешеходной улицей. Длина пешеходной части около 220 метров. Заканчивается улица Горького переходом в улицу Толстого. Пересекается улицами Пушкина, Жуковского и Желябова.

## История

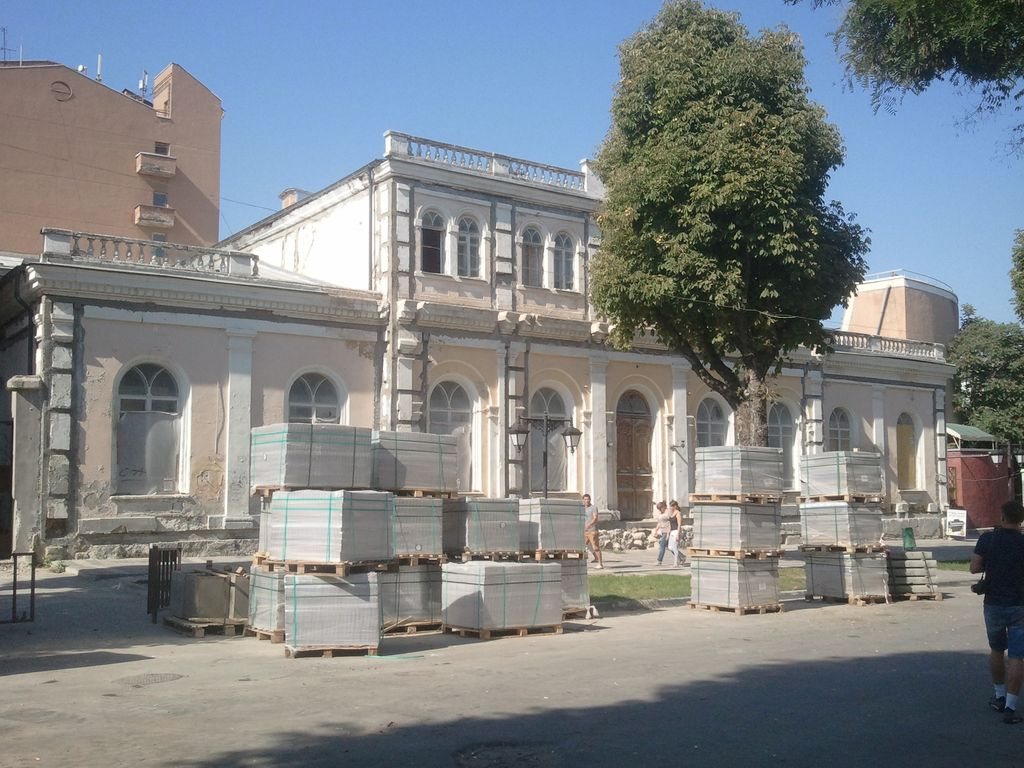
Дом дворянского собрания

В 1847 году было построено здание Дворянского собрания (дом № 10) из-за чего улица получила название Дворянская. Основная застройка улицы пришлась на вторую половину XIX — начало XX века. Из не сохранившихся зданий: армяно-католическую церковь (сейчас — дом № 3), гимназия Е. И. Свищова (сейчас — дом № 12). В 1913 году по проекту Николая Краснова было возведено здание общества взаимного кредита (дом № 4). В 1908 году завершено строительство здания губернской казённой женской гимназии (дом № 18). Кроме того, были построены доходные дома и магазины Шнейдеров (дома № 5 и 7), Тарасовых (дом № 1) и Топалова (дом № 8).
30 мая 1924 года улицу Дворянскую переименовали в Советскую. Спустя четыре дня после смерти писателя Максима Горького 22 июня 1936 года КрымЦИК переименовал улицу в его честь.
В 1980—1981 в ходе реконструкции были снесены здания на углу улиц Горького, Жуковского и переулка Героев Аджимушкая.
В 2011 году была завершена реконструкция улицы стоимостью 14 миллионов гривен. В ходе реконструкции была демонтирована декоративная композиция из бетона, называемая симферопольцами «менора». Из-за вырубки деревьев на улице Горького проходили акции протеста.
В мае 2018 года в связи со сносом театра кукол и постройкой для него нового помещения участок улицы Горького от пересечения улицы Пушкина до улицы Жуковского был перекрыт.

## Здания и сооружения

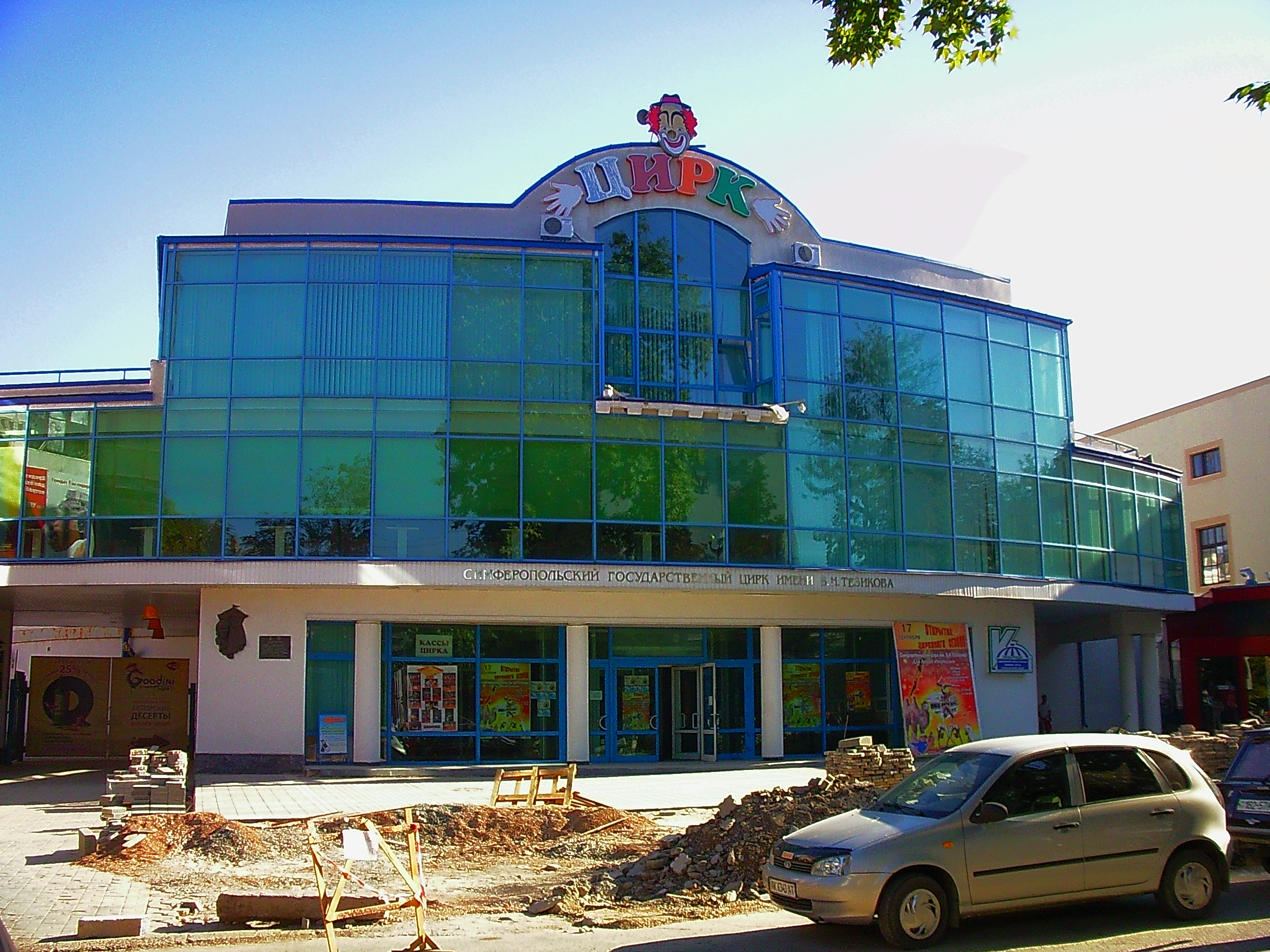
Симферопольский государственный цирк

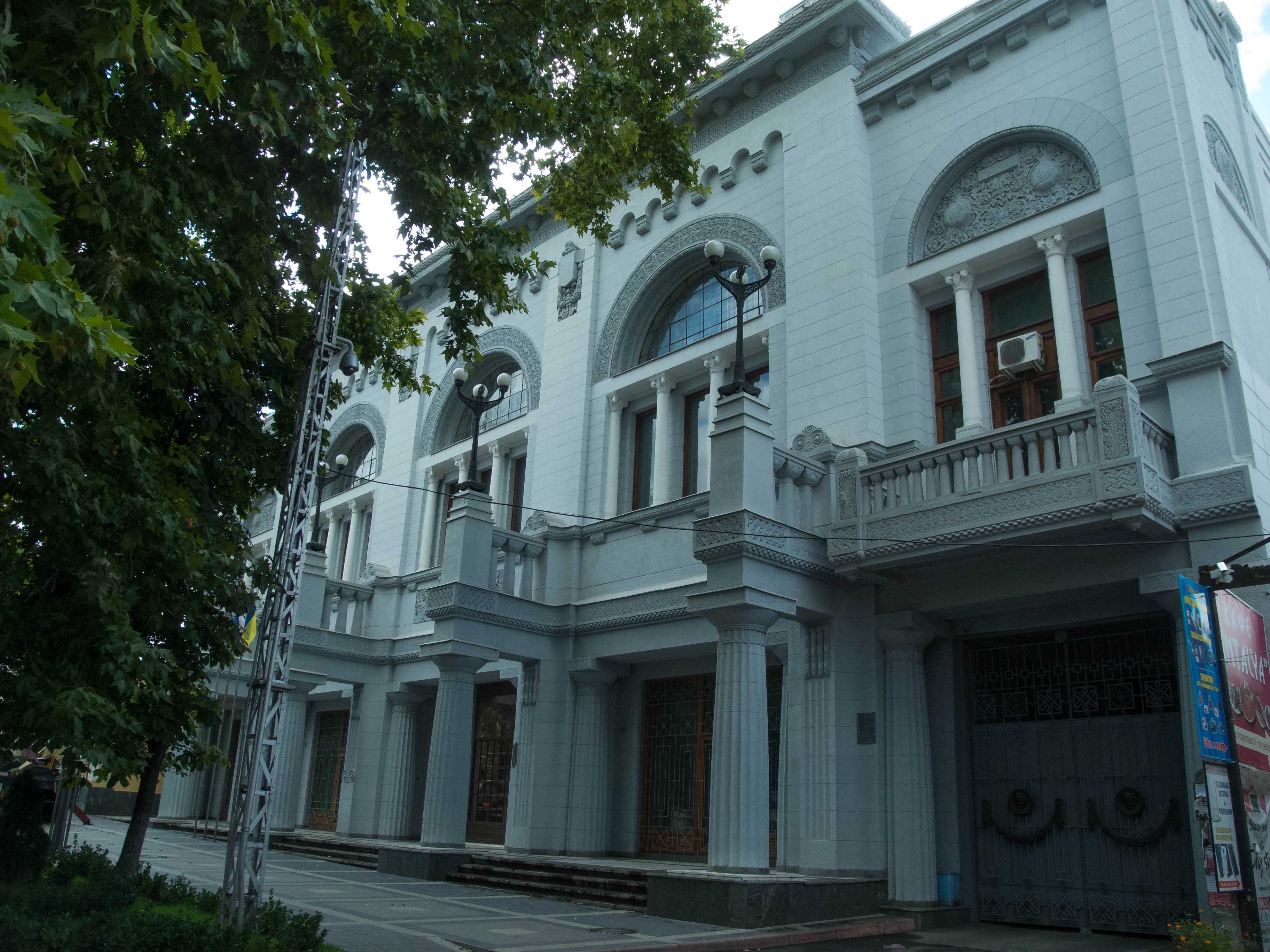
Здание Симферопольского общества взаимного кредита

- № 1 — Угловое здание — Товарищество мануфактур братьев Тарасовых, а здание вдоль улицы — «Русский для внешней торговли банк. Симферопольское отделение»[8]
- № 2 — Комиссионная контора Л. К. Тосунова или дом Шишмана[8]
- № 3 — Симферопольский государственный цирк[8]
- № 4 — Здание Симферопольского общества взаимного кредита[2]
- № 5 — Кинотеатр имени Т. Г. Шевченко и издательство «Таврия»[2]
- № 6 — магазины[8]
- № 7 — аптека[8]
- № 8 — типография[8]
- № 10 — Дом дворянского собрания, 1847, архитектор К. И. Гоняев,  Памятник культурного наследия Украины местного значения. Охр. № 122-АР[2]
- № 11 — детская музыкальная школа[8]
- № 12 — сцена Русского драмтеатра[8]
- № 15 — Центральный райсовет[8]
- № 18 — губернская женская казенная гимназия[8]
- № 20 — дом, в котором проживал руководитель Симферопольского подпольного горкома ВКП(б) в 1943—1944 годах И. Козлов[8]
- № 22 — дом[8]
- № 26 — дом Фёдора Лашкова[8]
- № 31 — магазин[8]

## Памятники и скульптуры
- Памятник А. С. Пушкину (скульптор А. А. Ковалёв, архитектор В. П. Мелик-Парсаданов)

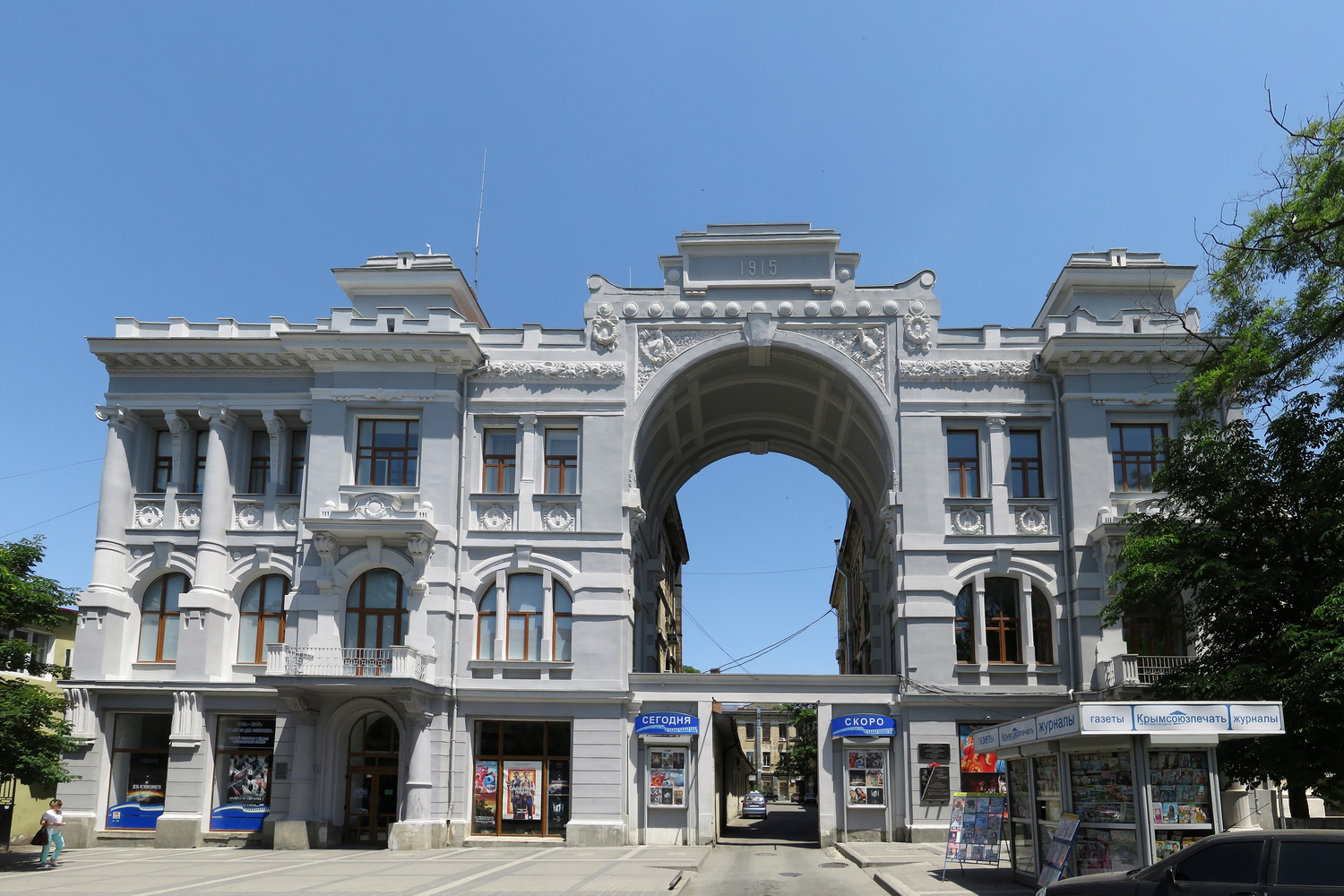
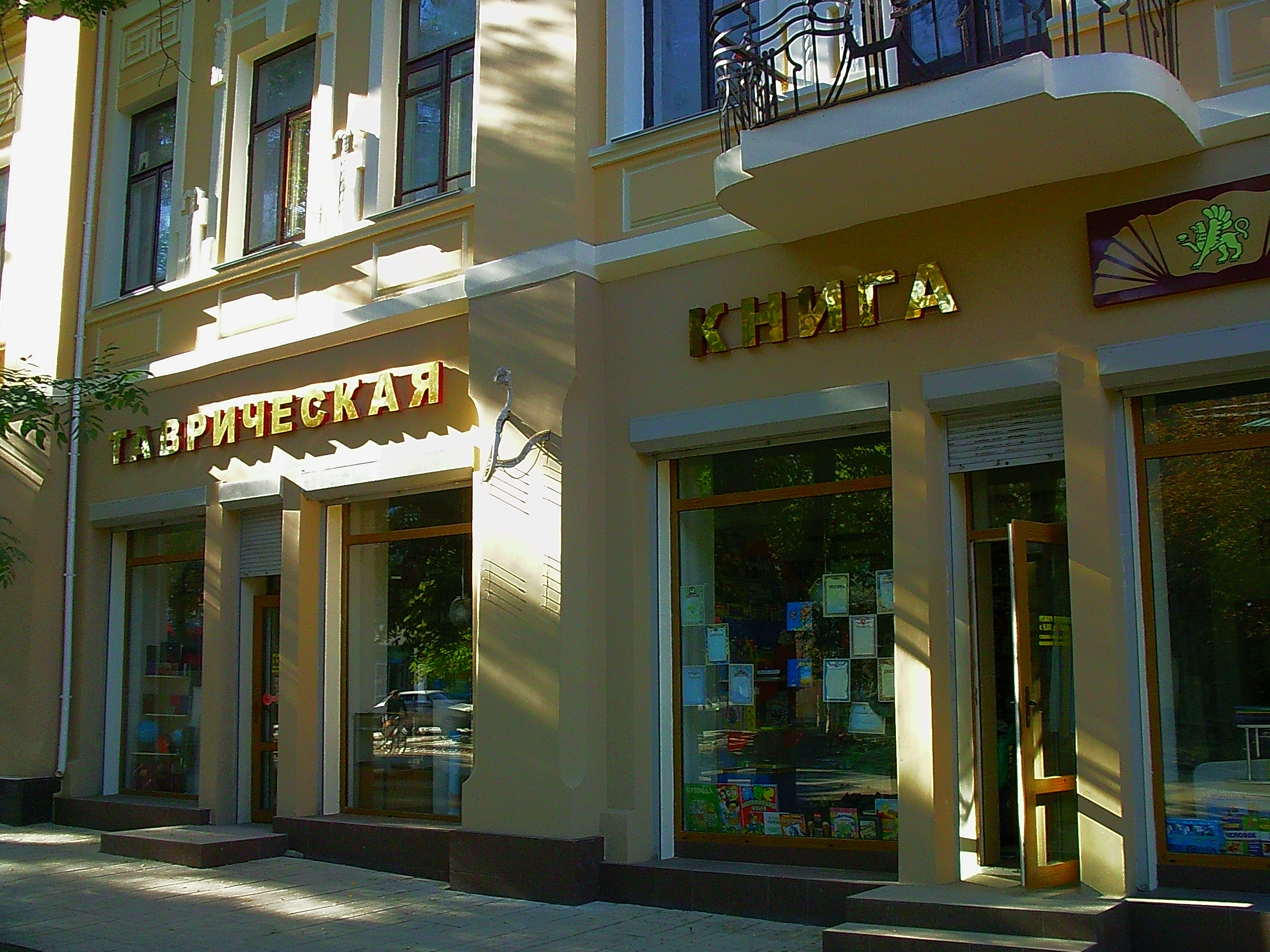
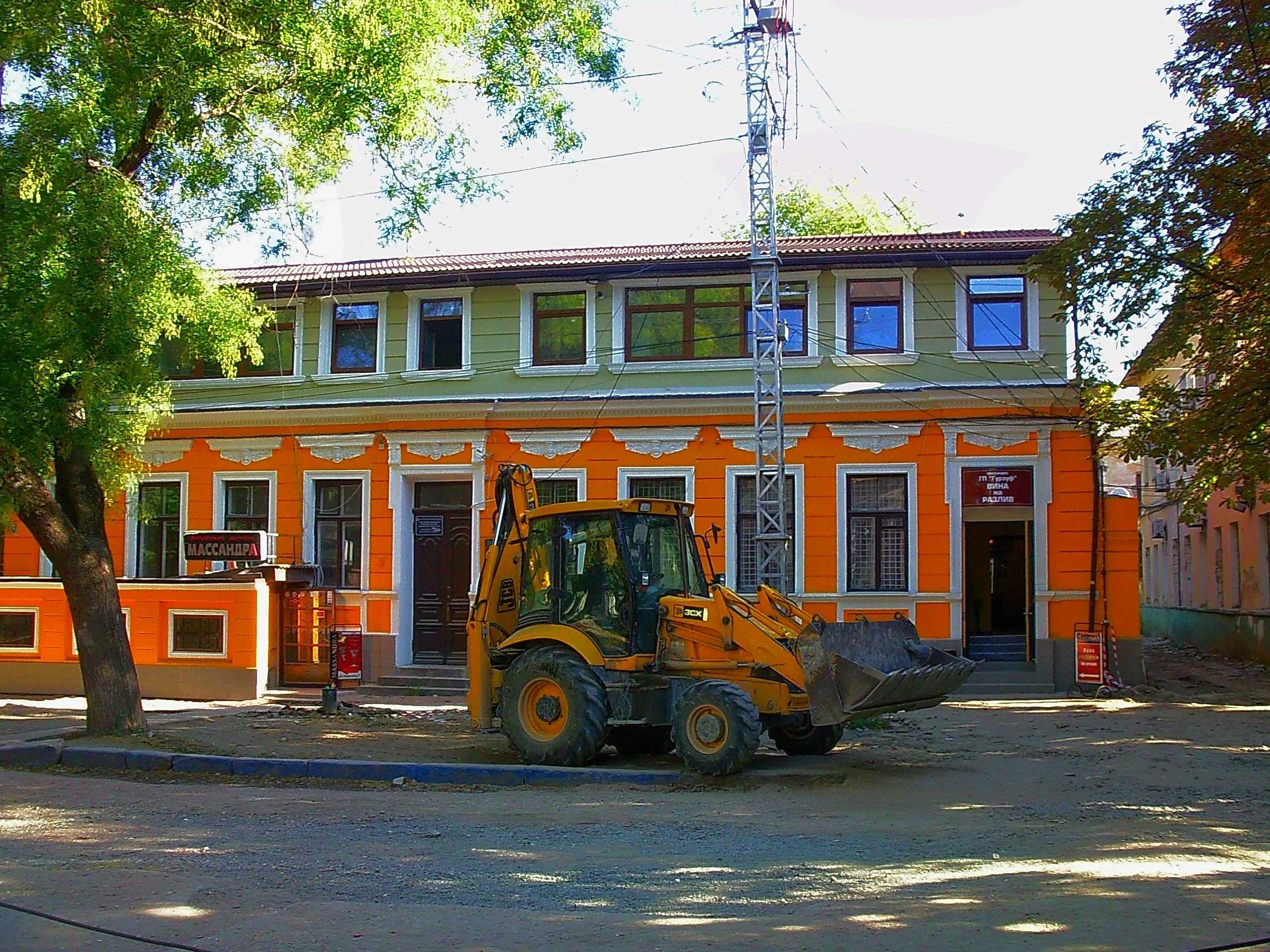
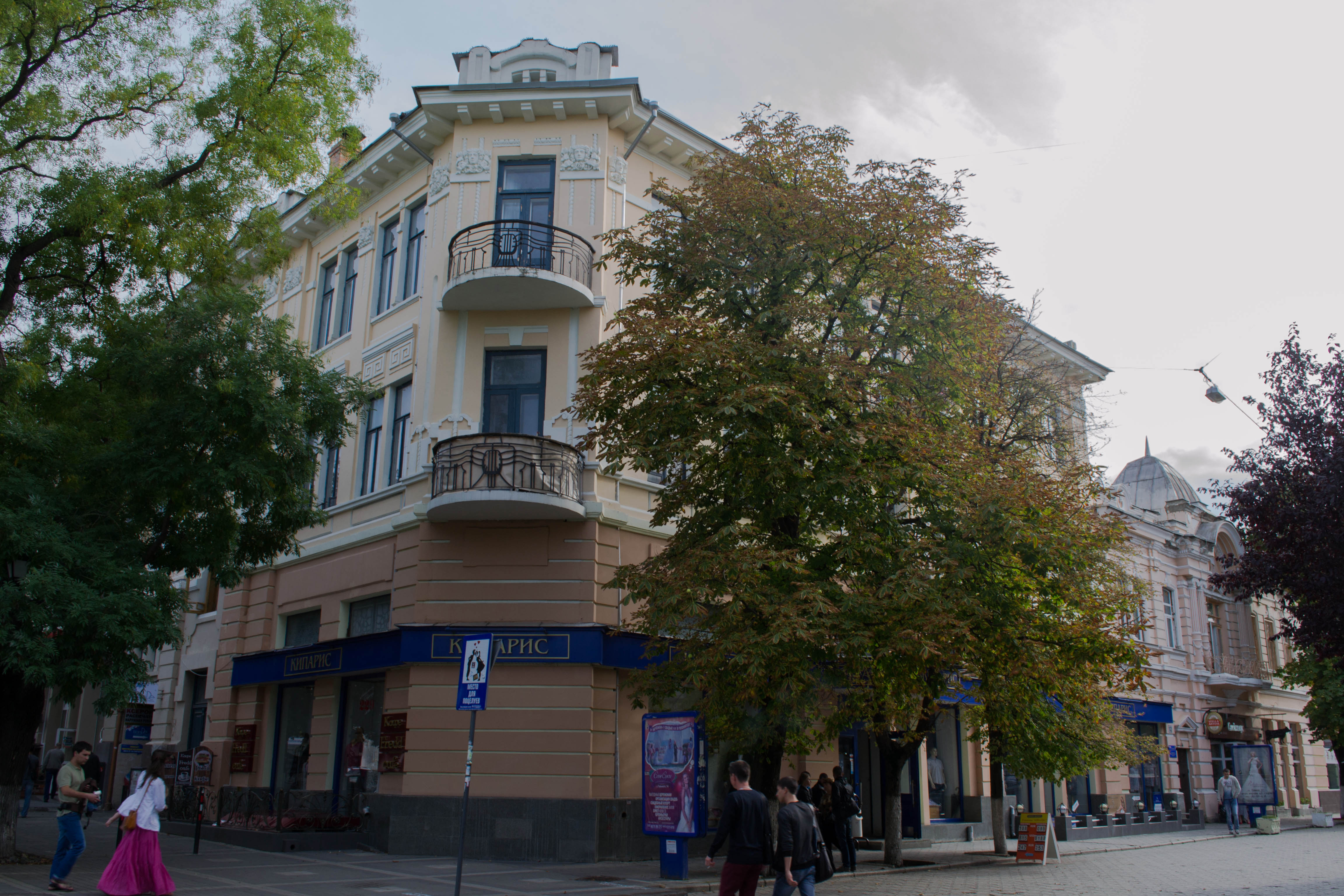
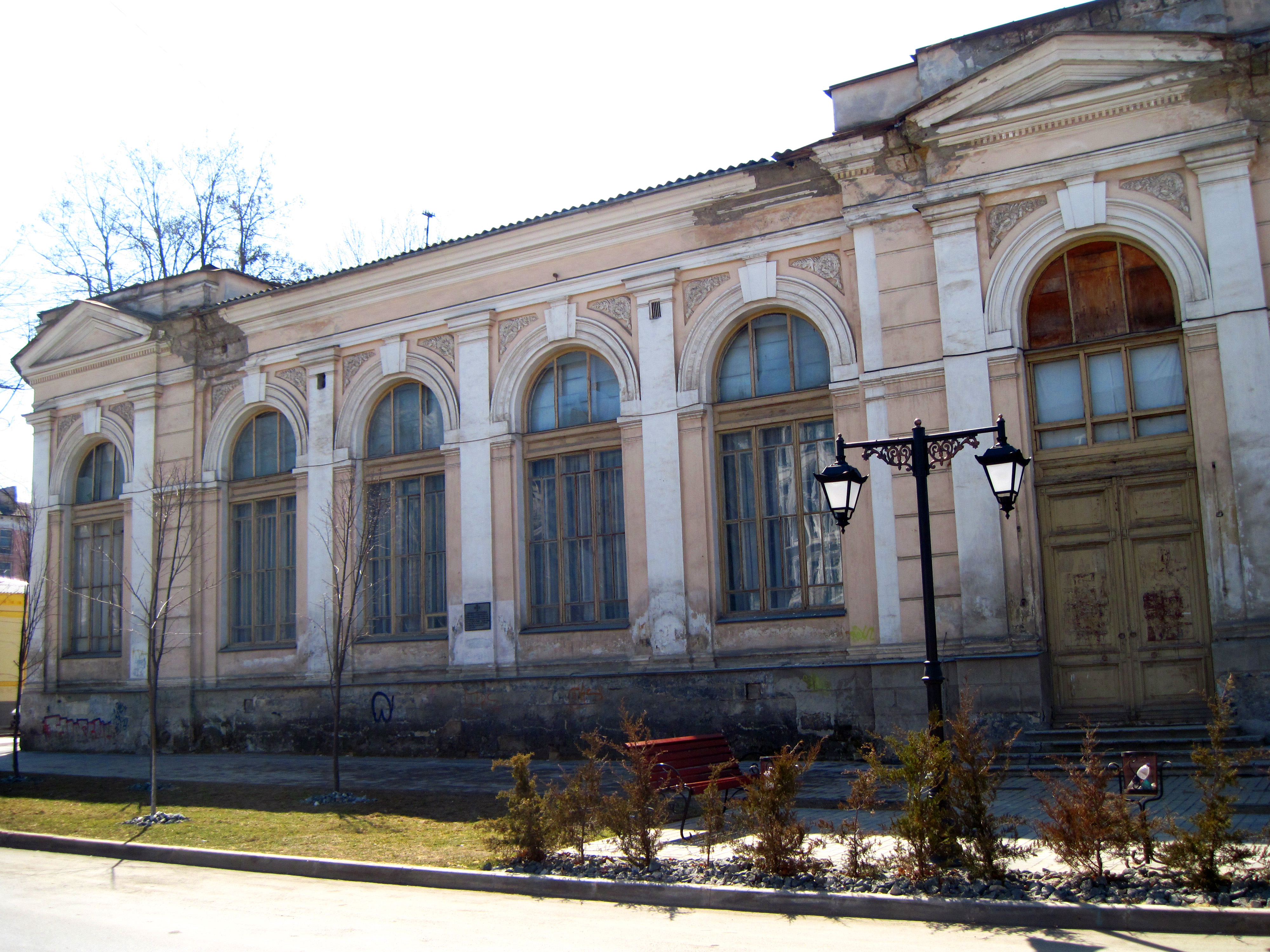